# Serra do Ramalho (ås)
Serra do Ramalho är en ås i Brasilien.   Den ligger i delstaten Bahia, i den östra delen av landet, 500 km nordost om huvudstaden Brasília.
Omgivningarna runt Serra do Ramalho är huvudsakligen savann. Runt Serra do Ramalho är det glesbefolkat, med 8 invånare per kvadratkilometer.